# OX Большого Пса
OX Большого Пса (лат. OX Canis Majoris) — одиночная переменная звезда в созвездии Большого Пса на расстоянии (вычисленном из значения параллакса) приблизительно 8148 световых лет (около 2498 парсеков) от Солнца. Видимая звёздная величина звезды — от +13,7m до +12,1m.

## Характеристики
OX Большого Пса — пульсирующая полуправильная переменная звезда типа SRB (SRB).